# Gastone Nordio
Gastone Nordio (Venezia, 8 giugno 1929) è un ex calciatore italiano, di ruolo attaccante.

## Carriera
Nella stagione 1949-1950 ha giocato sei partite in Serie A con il Venezia. L'esordio arriva l'8 gennaio 1950 in Venezia-Lazio (1-0), mentre l'ultima partita giocata è quella del 30 aprile seguente, ovvero Genoa-Venezia (1-0).
Con i lagunari ha anche disputato due campionati di Serie B e, in seguito alla retrocessione avvenuta al termine della stagione 1951-1952, anche tre campionati di Serie C.
Nel 1955 è passato alla Mestrina, militante nella stessa categoria.